# Hinkley

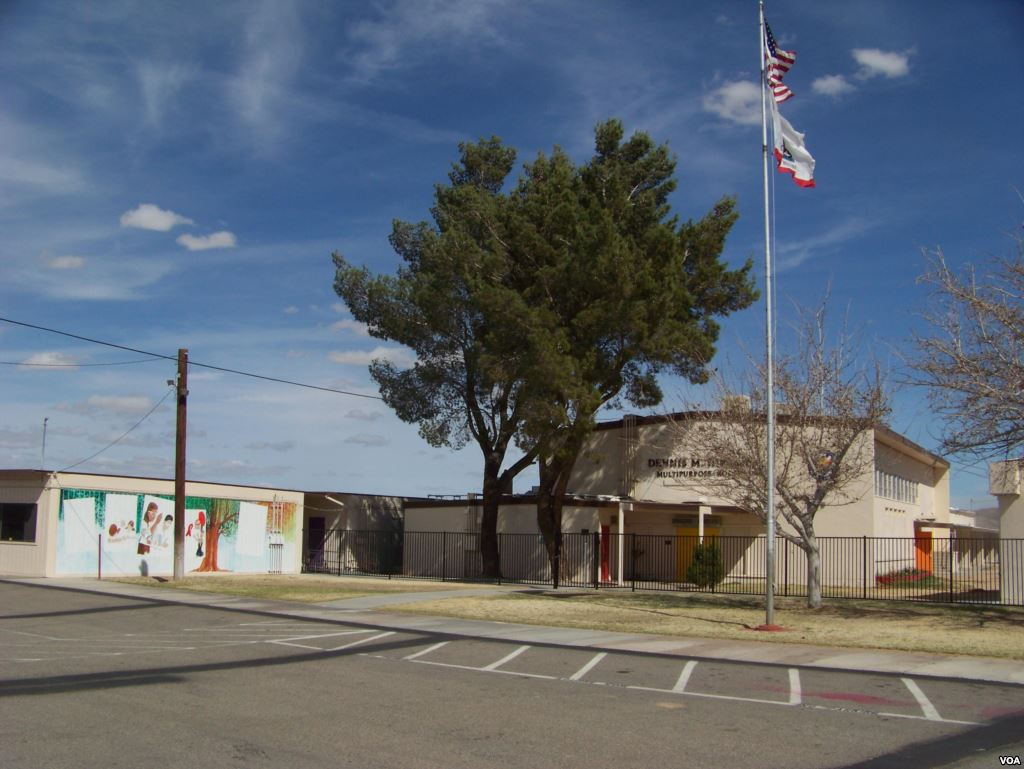
Die einzige Schule in Hinkley wurde im Juni 2013 geschlossen.

Hinkley ist ein Ort (Unincorporated Area) in Kalifornien. Er liegt in der Mojave-Wüste im San Bernardino County, 150 km nordöstlich von Los Angeles.
Hinkley wurde bekannt, weil dort die Kühlflüssigkeit einer Verdichterstation der Pacific Gas and Electric das Grundwasser verschmutzte. Die Katastrophe wurde von Erin Brockovich aufgedeckt und im gleichnamigen Film thematisiert.